# Mary Pat Gleason
Mary Patrick Gleason (Lake City (Minnesota), 23 februari 1950 - 2 juni 2020) was een Amerikaans actrice. In 1986 won ze een Emmy Award als lid van het schrijversteam van Guiding Light, waarin zij ook de rol van 'Jane Hogan' speelde.
Gleason was de dochter van Mary Elizabeth (Kane) en Harold Clifford Gleason. Tijdens haar middelbare school tijd in St. Paul (Minnesota) schitterde zij in het toneelstuk Once Upon a Mattress waarvoor zij enthousiaste recensies kreeg.
Haar eerste rol op televisie was in 1982, in een aflevering van Texas, een soap die uitgezonden werd door NBC. De decennia erop was ze te zien in afleveringen van televisieseries van onder meer Full House, Dear John, Murphy Brown, Empty Nest, L.A. Law, Saved by the Bell, Friends (sitcom)Friends, and Step by Step. Ook speelde ze in meer dan 50 films, waaronder I Now Pronounce You Chuck & Larry, Basic Instinct, Traffic, Bruce Almighty, 13 Going on 30, The Crucible, Bottle Shock, A Cinderella Story, The Island, Killing Kennedy en NinaNina.

## Film
| Jaar | Titel                                              | Rol                        | Opmerking              |
| ---- | -------------------------------------------------- | -------------------------- | ---------------------- |
| 1983 | Easy Money                                         | Party Mother               |                        |
| 1989 | Troop Beverly Hills                                | Kindly Troop Leader        |                        |
| 1989 | I, Madman                                          | Policewoman                |                        |
| 1989 | Fat Man and Little Boy                             | Dora Welsh                 |                        |
| 1990 | Vital Signs                                        | Rotunda Woman              |                        |
| 1990 | Pastime                                            | Woman at Bar               |                        |
| 1991 | Defending Your Life                                | Waitress                   |                        |
| 1991 | Soapdish                                           | Housewife                  |                        |
| 1992 | Basic Instinct                                     | Juvenile Officer           |                        |
| 1992 | Man Trouble                                        | Vira                       |                        |
| 1992 | Lorenzo's Oil                                      | The Librarian              |                        |
| 1994 | Lookin' Italian                                    | Casting Director           |                        |
| 1994 | Holy Matrimony                                     | Female Officer             |                        |
| 1994 | Speechless                                         | Desk Clerk                 |                        |
| 1995 | A Walk in the Clouds                               | Bus Driver                 |                        |
| 1996 | Infinity                                           | County Nurse #2            |                        |
| 1996 | The Crucible                                       | Martha Corey               |                        |
| 1996 | No Easy Way                                        | Nurse Barb                 |                        |
| 2000 | Traffic                                            | Witness #2                 |                        |
| 2001 | Evolution                                          | Customer                   |                        |
| 2002 | Hometown Legend                                    | Tee Naters                 |                        |
| 2003 | Bruce Almighty                                     | Heavyish Woman             |                        |
| 2003 | Cliché                                             | Francesca DePesto          | Short                  |
| 2003 | Intolerable Cruelty                                | Nero's Waitress            |                        |
| 2003 | Grand Theft Parsons                                | Nurse                      |                        |
| 2004 | 13 Going on 30                                     | Mrs. Flamhaff              |                        |
| 2004 | A Cinderella Story                                 | Eleanor                    |                        |
| 2005 | Marilyn Hotchkiss' Ballroom Dancing & Charm School | Natasha                    |                        |
| 2005 | The Island                                         | Nutrition Clerk            |                        |
| 2005 | Underclassman                                      | Ms. Hagerty                |                        |
| 2006 | Lies & Alibis                                      | Operator #3                |                        |
| 2006 | One Sung Hero                                      | Sara's Mom                 | Short                  |
| 2006 | Wristcutters: A Love Story                         | Eugene's Mother            |                        |
| 2006 | Room 6                                             | Nurse Holiday              |                        |
| 2007 | Because I Said So                                  | Iris                       |                        |
| 2007 | The Memory Thief                                   | Hospital Patient           |                        |
| 2007 | Nobel Son                                          | Ruby                       |                        |
| 2007 | I Now Pronounce You Chuck & Larry                  | Teresa                     |                        |
| 2007 | Moving McAllister                                  | Margerie                   |                        |
| 2008 | Bottle Shock                                       | Marge                      |                        |
| 2008 | Drillbit Taylor                                    | Mrs. Farber                |                        |
| 2010 | Santa's Apprentice                                 | Beatrice Lovejoy           | English version, voice |
| 2011 | Bucky Larson: Born to Be a Star                    | Marge                      |                        |
| 2011 | I Love You Like Crazy                              | Yvette                     | Short                  |
| 2012 | Arcadia                                            | Agnes                      |                        |
| 2013 | The Magic Snowflake                                | Beatrice Lovejoy           | English version, voice |
| 2014 | Blended                                            | Pharmacy Cashier           |                        |
| 2014 | Earth to Echo                                      | Dusty – Mullet Lady at Bar |                        |
| 2014 | Big Stone Gap                                      | Alice Lambert              |                        |
| 2016 | Why Him?                                           | Joyce                      |                        |
| 2016 | Nina                                               | Orderly                    |                        |
| 2016 | Ophelia                                            | Grumpy                     | Short                  |
| 2017 | Fan Girl                                           | Carla                      |                        |
| 2018 | Sierra Burgess Is a Loser                          | Counselor Stevens          |                        |

## Televisieseries
| Jaar      | Titel                                          | Rol                            | Opmerking                                            |
| --------- | ---------------------------------------------- | ------------------------------ | ---------------------------------------------------- |
| 1982      | Texas                                          | Doris Hodges                   | 1 episode                                            |
| 1983      | Guiding Light                                  | Jane Hogan                     | Episode: "Thanksgiving Day" Schrijver van 2 episodes |
| 1987      | What a Country!                                | Nurse                          | Episode: "Nikolai Speaks"                            |
| 1987      | Full House                                     | Jennifer Sianski               | Episode: "The Return of Grandma"                     |
| 1987      | Highway to Heaven                              | Lucille Perry                  | Episode: "Why Punish the Children?"                  |
| 1988      | Mama's Family                                  | Arlene Madison                 | Episode: "A Friend Indeed"                           |
| 1988      | Frank's Place                                  | Mother                         | Episode: "Night Business"                            |
| 1988      | The Secret Life of Kathy McCormick             | Waitress                       | Televisiefilm                                        |
| 1989      | Those She Left Behind                          | Nurse Walker                   | Televisiefilm                                        |
| 1989      | Murphy Brown                                   | Olga                           | Episode: "Moscow on the Potomac"                     |
| 1989      | Peter Gunn                                     | Nurse                          | Televisiefilm                                        |
| 1989      | Quantum Leap                                   | Mrs. Thompson                  | Episode: "Camikazi Kid"                              |
| 1989      | Highway to Heaven                              | Bus Driver                     | Episode: "The Squeaky Wheel"                         |
| 1989      | Dear John                                      | Secretary                      | Episode: "The Secret of Success"                     |
| 1989      | Life Goes On                                   | Mrs. Pasogian                  | Episode: "Pets, Guys and Videotape"                  |
| 1989      | Night Court                                    | Sister Ruth                    | Episode: "The Cop and the Lady"                      |
| 1990      | His & Hers                                     | Mrs. Fishbain                  | Episode: "M Is for the Many Things She Lifted"       |
| 1990      | Singer & Sons                                  | Marilyn                        | Episode: "The Boxer Rebellion"                       |
| 1990      | Framed                                         | Art Museum Woman               | Televisiefilm                                        |
| 1990      | Steel Magnolias                                | Janice Van Meter               | Pilot                                                |
| 1990      | ABC Afterschool Specials                       | Mrs. Rupert                    | Episode: "Testing Dirty"                             |
| 1990      | Who's the Boss?                                | Diane                          | Episode: "Parental Guidance Suggested"               |
| 1990      | Empty Nest                                     | Nurse Bradford                 | Episode: "Honey, I Shrunk Laverne"                   |
| 1990      | Night Court                                    | Matron                         | Episode: "A Night Court at the Opera"                |
| 1990      | L.A. Law                                       | Edna Garth                     | Episode: "Vowel Play"                                |
| 1990      | Saved by the Bell                              | Madame Oeuf                    | Episode: "The Babysitters"                           |
| 1991      | Davis Rules                                    | Waitress                       | Episode: "Twisted Sister"                            |
| 1991      | In the Heat of the Night                       | Hostess                        | Episode: "Just a Country Boy"                        |
| 1991      | Perfect Strangers (televisieserie)             | Betty                          | Episode: "A Catered Affair"                          |
| 1991      | Top of the Heap                                | Mrs. Epstein                   | Episode: "The Agony and the Agony"                   |
| 1991      | Nurses                                         | Off Duty Nurse                 | Episode: "Son of a Pilot"                            |
| 1991      | Murder, She Wrote                              | Reference Librarian            | Episode: "Night Fears"                               |
| 1991      | Perry Mason: The Case of the Fatal Fashion     | Amanda Cooper                  | Televisiefilm                                        |
| 1991      | The Story Lady                                 | Receptionist                   | Televisiefilm                                        |
| 1992      | The Golden Palace                              | Lost and Found Woman           | Episode: "Miles, We Hardly Knew Ye"                  |
| 1992      | A Child Lost Forever: The Jerry Sherwood Story | Mrs. Rory                      | Televisiefilm                                        |
| 1993      | Getting By                                     | Mrs. Hanover                   | 2 afleveringen                                       |
| 1993      | Precious Victims                               | Waitress #1                    | Televisiefilm                                        |
| 1993      | The Secrets of Lake Success                    | Lady Diner                     | 3 afleveringen                                       |
| 1993      | Coach                                          | Winnie                         | Episode: "Piece o' Cake"                             |
| 1993      | Blossom                                        | Woman                          | Episode: "Big Doings: Part 2"                        |
| 1994      | Children of the Dark                           | Lydia Fallbrook                | Televisiefilm                                        |
| 1994      | Good Advice                                    | Carol                          | Episode: "Two Times Twenty"                          |
| 1994      | Friends                                        | Nurse Sizemore                 | Episode: "The One with George Stephanopoulos"        |
| 1994      | The 5 Mrs. Buchanans                           | Helen McConnell                | Episode: "Nothing on Delilah"                        |
| 1995      | Lois & Clark: The New Adventures of Superman   | Postal Inspector               | Episode: "Metallo"                                   |
| 1995      | Sister, Sister                                 | Snaggle-Toothed Woman          | Episode: "Kid in Play"                               |
| 1995      | Step by Step                                   | Ms. Butkus                     | Episode: "Maid to Order"                             |
| 1995      | The West Side Waltz                            |                                | Televisiefilm                                        |
| 1996      | The Right to Remain Silent                     | Doris                          | Televisiefilm                                        |
| 1996      | ER                                             | Adoption Caseworker Anne Parks | Episode: "The Healers"                               |
| 1996      | Duckman: Private Dick/Family Man               | voice                          | Episode: "Apocalypse Not"                            |
| 1996      | Lush Life                                      | Morgana                        | Episode: "The Lush Hex"                              |
| 1996      | The Secret Life of Alex Mack                   | Mrs. French                    | Episode: "Images"                                    |
| 1996      | Dave's World                                   | Lucille                        | Episode: "The Importance of Missing Earnest"         |
| 1997      | NYPD Blue                                      | Mary Mosler                    | Episode: "Emission Impossible"                       |
| 1997      | Total Security                                 | Renata Fogel                   | Episode: "Looking for Mr. Goombah"                   |
| 1997      | Suddenly Susan                                 | Edna                           | Episode: "Susan's Minor Complication"                |
| 1998      | Ask Harriet                                    | Nurse                          | Episode: "Turn Your Head & Kafka"                    |
| 1998      | Grown-Ups                                      | Nurse                          | Televisiefilm                                        |
| 1998      | Family Matters                                 | Berta                          | Episode: "Polkapalooza"                              |
| 1998      | You Lucky Dog                                  | Cook                           | Televisiefilm                                        |
| 1999      | Honey, I Shrunk the Kids: The TV Show          | Hazel                          | Episode: "Honey, I'll Be Right Witch You"            |
| 1999      | A Season for Miracles                          | Young Grandmother              | Televisiefilm                                        |
| 2000      | Will & Grace                                   | Sally                          | 2 episodes                                           |
| 2001      | The Huntress                                   | Nurse                          | Episode: "Family Therapy"                            |
| 2001      | Sex and the City                               | Lucille                        | Episode: "My Motherboard, My Self"                   |
| 2001      | That's Life                                    | Dispatcher                     | Episode: "Boo!"                                      |
| 2001      | Malcolm in the Middle                          | Woman                          | Episode: "Emancipation"                              |
| 2002      | General Hospital                               | Mother Superior                | 1 episode                                            |
| 2002      | Providence                                     |                                | Episode: "Eye of the Storm"                          |
| 2003      | Lucky                                          | Ticket Agent                   | Episode: "Leaving Las Vegas"                         |
| 2004      | Desperate Housewives                           | Ms. Elenora Butters            | Episode: "Who's That Woman?"                         |
| 2004      | Memron                                         | Shelley Johansson              | Televisiefilm                                        |
| 2004      | NCIS                                           | Nurse Wells                    | Episode: "The Bone Yard"                             |
| 2005      | Inconceivable                                  | Carmen                         | Episode: "The Last Straw"                            |
| 2007      | Nip/Tuck                                       | Carol McCrackin                | Episode: "Duke Collins"                              |
| 2008      | Desperate Housewives                           | Ms. Elenora Butters            | Episode: "Back in Business"                          |
| 2008      | The Middleman                                  | Ida                            | 12 episodes                                          |
| 2009      | United States of Tara                          | Masseuse                       | Episode: "Betrayal"                                  |
| 2009      | The Mentalist                                  | Charlotte McAddo               | Episode: "The Scarlet Letter"                        |
| 2010      | Chuck                                          | Morgue Clerk                   | Episode: "Chuck Versus the American Hero"            |
| 2010      | Good Luck Charlie                              | Rita                           | Episode: "Take Mel Out to the Ball Game"             |
| 2010      | NCIS: Los Angeles                              | Landlady                       | Episode: "Bounty"                                    |
| 2011      | Billion Dollar Freshmen                        | Esther                         | Televisiefilm                                        |
| 2011      | Hawaii Five-0                                  | Land Lady                      | Episode: "Ka Iwi Kapu"                               |
| 2012      | The Middle                                     | Mrs. Colavita                  | Episode: "Year of the Hecks"                         |
| 2012      | Desperate Housewives                           | Ms. Elenora Butters            | Episode: "Any Moment"                                |
| 2012      | Bones                                          | Crystal Jones                  | Episode: "The Bump in the Road"                      |
| 2012      | BlackBoxTV                                     | Francine                       | Episode: "Silverwood: The Perfect Night"             |
| 2012      | 2 Broke Girls                                  | Blanche                        | Episode: "And the Cupcake War"                       |
| 2012      | Scandal                                        | Betsy Ray                      | Episode: "Spies Like Us"                             |
| 2012      | Up All Night                                   | Esther                         | Episode: "First Snow"                                |
| 2012–2013 | 1600 Penn                                      | Patty / Presidential Assistant | 4 episodes                                           |
| 2013      | Motive                                         | Marion Reader                  | Episode: "Framed"                                    |
| 2013      | The Bridge                                     | Denise                         | Pilot                                                |
| 2013      | Baby Daddy                                     | Aunt Betty                     | Episode: "The Christening"                           |
| 2013      | Grey's Anatomy                                 | Marge Walker                   | Episode: "Thriller"                                  |
| 2013      | Killing Kennedy                                | Marguerite Oswald              | Televisiefilm                                        |
| 2013–2014 | Instant Mom                                    | Mrs. Gosnold                   | 4 episodes                                           |
| 2014–2019 | Mom                                            | Mary                           |                                                      |
| 2014      | Dog with a Blog                                | Carol                          | Episode: "The Mutt and the Mogul"                    |
| 2014      | Partners                                       | Maxine                         | Episode: "Who's Your Mama?"                          |
| 2014      | Mistresses                                     | Debbie                         | Episode: "Surprise"                                  |
| 2014      | Finders Keepers                                | Carol                          | Televisiefilm                                        |
| 2016      | Shameless                                      | Drug Lord                      | Episode: "#AbortionRules"                            |
| 2016      | How to Get Away with Murder                    | Robin Laforge                  | Episode: "What Happened to You, Annalise?"           |
| 2016      | Albert                                         | Earth Mama (stem)              | Televisiefilm                                        |
| 2016      | Gilmore Girls: A Year in the Life              | Nun #2                         | Episode: "Fall"                                      |
| 2017      | Unwritten Obsession                            | Carla                          | Televisiefilm                                        |
| 2017      | Will & Grace                                   | Bridget                        | 2 episodes                                           |
| 2018      | American Housewife                             | Mrs. Austin                    | Episode: "It's Not You, It's Me"                     |
| 2019      | The Blacklist                                  | Agatha Tyche/Lady Luck         | Episode: "Lady Luck"                                 |
| 2019      | WTF 101                                        | Professor Foxtrot (stem)       | Main cast                                            |

## Theater
| Jaar | Titel            | Rol      | Opmerking        |
| ---- | ---------------- | -------- | ---------------- |
| 2006 | Stopping Traffic | Zichzelf | Vineyard Theatre |